# Teatro de Cámara de Múnich
El Teatro de Cámara de Múnich (en alemán: Münchner Kammerspiele) es un teatro alemán muy conocido situado en Múnich, (Baviera, Alemania). 
Una sala del edificio conocido como Schauspielhaus, ubicado en la calle Maximilianstrasse aloja su mayor escenario.

## Historia
El Münchner Kammerspiele se fundó en 1911 como un teatro privado, cuyo propietario fue Erich Ziegel en el barrio de Schwabing. 
Desde 1917 Otto Falckenberg trabajó como director y trasladó el teatro en 1926 al Schauspielhaus en la Maximilianstrasse, un edificio que había sido construido en 1901 por Richard Riemerschmid y Max Littmann en estilo Art Nouveau. Desde 1933 el teatro ha funcionado como teatro municipal de la Ciudad de Múnich y desde 1961 el Werkraumtheater ha servido como un escenario secundario. 
En 2001 se inauguró, junto al Schauspielhaus, un nuevo y amplio edificio diseñado por el arquitecto Gustav Peichl que ofrece además un escenario adicional para ensayos.

## Directores
Desde los años 1920, el Teatro de Cámara de Múnich ha sido uno de los teatros más importantes del ámbito germanoparlante, presentando numerosos estrenos mundiales de trabajos de autores como Friedrich Dürrenmatt, Frank Wedekind o Bertolt Brecht. Además han presentado sus obras allí Bruno Hübner, Axel von Ambesser, Fritz Kortner, Peter Stein, Franz Xaver Kroetz, Robert Wilson, George Tabori, Erwin Faber, Max Schreck, entre otros reconocidos actores y escritores.

## Directores artísticos y productores del teatro
Uno de los directores artísticos y productores (intendente) del teatro fue Otto Falckenberg (1917-1944), quien  produjo y dirigió la primera obra de Bertolt Brecht que se pusiera en escena, Tambores en la noche, en 1922, así como obras de Frank Wedekind, August Strindberg y otras producciones importantes de William Shakespeare.
Desde el fin de la Segunda Guerra Mundial los directores artísticos del teatro fueron: Erich Engel (1945-1947), Hans Schweikart (1947-1963), August Everding (1963-1973), Hans-Reinhard Müller (1973-1983), Dieter Dorn (1983-2001),  Frank Baumbauer (2001-2009), Johan Simons (2010-2015) y Matthias Lilienthal (2015-2019).